# Peter Kien
Pour les articles homonymes, voir Kien.
Peter Kien, né à Varnsdorf (Tchécoslovaquie) le 1er janvier 1919 et mort à Auschwitz en octobre 1944 à l'âge de vingt-cinq ans, est un artiste et poète juif qui fut enfermé au camp de concentration de Theresienstadt.